# Keith Diamond
Vincent Ford Jr., meglio noto come Keith Diamond (Giamaica, 26 marzo 1962), è un attore e doppiatore statunitense.

## Filmografia parziale

### Cinema
- Il ribelle (All the Right Moves), regia di Michael Chapman (1983)
- Risvegli (Awakenings), regia di Penny Marshall (1990)
- Soluzione estrema (Desperate Measures), regia di Barbet Schroeder (1998)

### Televisione
- Miami Vice - serie TV, episodio 3x05 (1986)
- E.R. - Medici in prima linea (ER) - serie TV, 2 episodi (2000)
- Streghe (Charmed) - serie TV, 4 episodi (2000-2005)
- NCIS - Unità anticrimine (NCIS) - serie TV, episodio 1x02 (2003)
- Castle – serie TV, episodio 1x08 (2009)

## Doppiatori italiani
Nelle versioni in italiano delle opere in cui ha recitato, Keith Diamond è stato doppiato da:
- Gaetano Varcasia in E.R. - Medici in prima linea, CSI: Miami
- Vittorio De Angelis in Risvegli
- Mario Bombardieri in NCIS - Unità anticrimine
- Alberto Angrisano in Criminal Minds
- Edoardo Siravo in Prison Break
- Nanni Baldini in The Shield
- Paolo Marchese in The Closer
- Giorgio Locuratolo in Castle
- Pasquale Anselmo in Burn Notice - Duro a morire